# 971 в Україні
971 в Україні — це перелік головних подій, що відбулись у 971 році на території сучасних українських земель.

## Події
- Похід київського князя Святослава Хороброго на Візантію завершився поразкою під Доростолом (нині — Сілістра у Болгарії).
  - 23 квітня — 22 червня — облога фортеці Доростол армією візантійського імператора Іоанна Цимісхія, яку обороняв князь Святослав Ігорович з дружиною.
  - 23 липня — Святослав та візантійський імператор Цимісхій уклали мирну угоду, за якою Русь зобов'язувалася більше проти Візантії не воювати і захищати її при нападі третьої сторони.

## Особи

### Померли
- Уліб Ігорович (нар. ?) — імовірно, син князя Ігоря Рюриковича і брат князя Святослава. Відомий тільки з утраченого Якимівського літопису, достовірність якого не відома.